# Дагер (лунный кратер)
Кратер Дагер (лат.  Daguerre) — останки крупного ударного кратера в северной части Моря Нектара на видимой стороне Луны. Название присвоено в честь французского художника, химика и изобретателя, одного из создателей фотографии Луи Жака Манде Дагера (1787—1851) и утверждено Международным астрономическим союзом в 1935 г. 

## Описание кратера

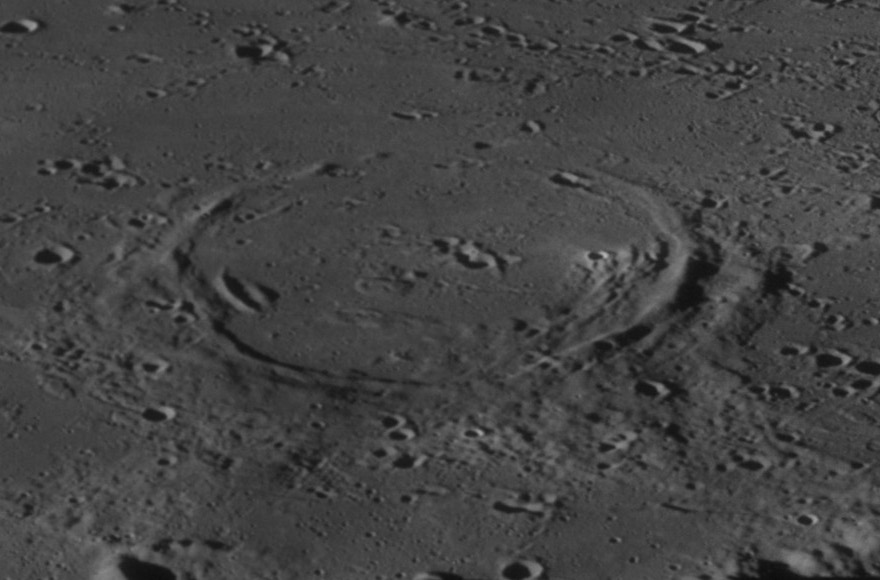
Снимок кратера с борта Аполлона-11.

Ближайшими соседями кратера являются кратер Медлер на западе-северо-западе, кратеры Исидор и Капелла на севере, кратер Годибер на востоке-северо-востоке и кратер Боненбергер на юго-востоке. На северо-востоке от кратера располагается Залив Суровости, на севере — долина Капеллы, на востоке лежат горы Пиренеи. Селенографические координаты центра кратера 11°55′ ю. ш. 33°37′ в. д. / 11,91° ю. ш. 33,61° в. д., диаметр 45,8 км, глубина 120 метров.
Кратер полностью затоплен лавой, над поверхностью Моря выступает лишь верхняя часть вала с широким разрывом в юго-западной части. высота остатков вала над окружающей местностью достигает 1090 м. Дно чаши кратера пересечено лучом от соседнего кратера Медлер. Объем кратера составляет приблизительно 1650 км³. 

## Сателлитные кратеры

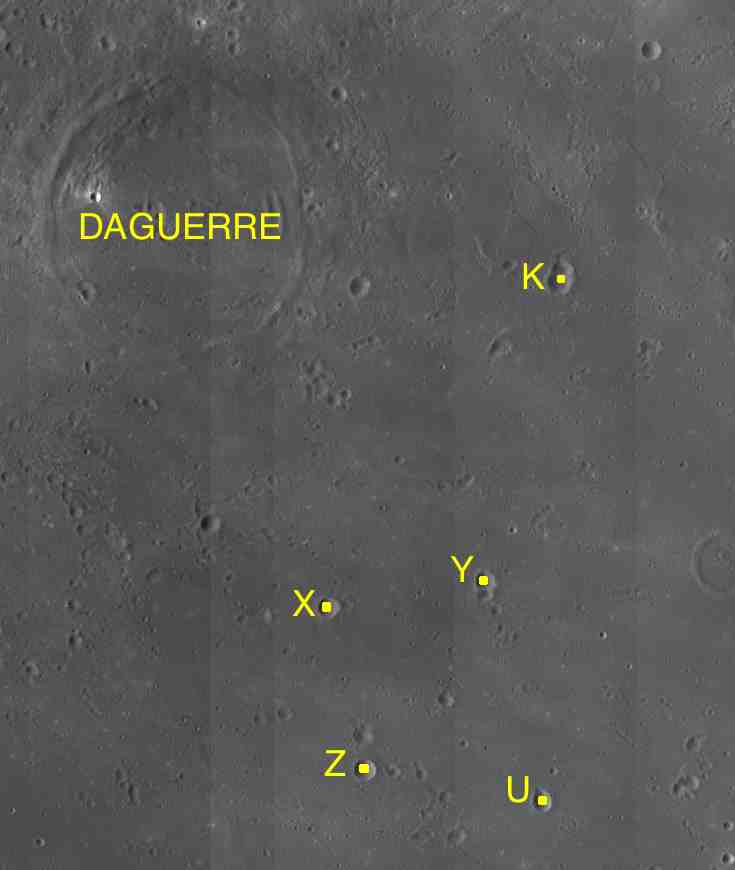
Фрагмент карты LAC-79.

| Дагер | Координаты                                            | Диаметр, км |
| ----- | ----------------------------------------------------- | ----------- |
| K     | 12°15′ ю. ш. 35°47′ в. д. / 12,25° ю. ш. 35,78° в. д. | 5,4         |
| U     | 15°08′ ю. ш. 35°41′ в. д. / 15,14° ю. ш. 35,68° в. д. | 3,2         |
| X     | 14°04′ ю. ш. 34°28′ в. д. / 14,07° ю. ш. 34,46° в. д. | 3,4         |
| Y     | 13°55′ ю. ш. 35°22′ в. д. / 13,92° ю. ш. 35,36° в. д. | 3,1         |
| Z     | 14°58′ ю. ш. 34°40′ в. д. / 14,97° ю. ш. 34,67° в. д. | 3,7         |